# بومنزدیل (پنسیلوانیا)
بومنزدیل (به انگلیسی: Bowmansdale) یک منطقهٔ مسکونی در ایالات متحده آمریکا است که در شهرستان کامبرلند، پنسیلوانیا واقع شده‌است. بومنزدیل ۱۲۴٫۳۶ متر بالاتر از سطح دریا واقع شده‌است.